# Халима (фильм)
«Халима» (или «Смерть прокурора») — советский фильм 1991 года о коррупции в прокуратуре Туркменской ССР, снятый на студии «Туркменфильм».
Фильм основан на реальных событиях — убийстве в 1987 году бывшего прокурора, инструктора Чарджоуского обкома партии Халимы Джораевны Розыбаевой.

## Сюжет
Прокурор Халима Базиева расследует дело о хищении хлопка в особо крупном размере. К ней в руки попадает кассета с записью разговора причастных к хищению лиц о путях следования эшелона с украденным хлопком, но на этой записи, сделанной в сауне, есть ещё и запись изнасилования и убийства девушки…

## В ролях
- Тамара Шакирова — Халима Базиева
- Георгий Яшунский — прокурор
- Бахадур Миралибеков — «Чёрный»
- Артык Джаллыев — Сахатов
- Джерен Ишанкулиева — Сахатова

В других ролях: Ширли Моллаев, Аслан Рахматуллаев, Огульдурды Мамедкулиева, Мулькаман Оразов, Д. Бабпыева, А. Устаев, Энвер Аннакулиев, Ислам Исламов и другие.

## Реальная основа
Картина создана по следам трагических событий в г. Чарджоу.

Фильм не претендует на документальность биографии своей героини и посвящается светлой памяти Халимы Джораевны Розыбаевой.— начальный титр фильма
25 августа 1987 года в городе Чарджоу у своего дома по улице Комсомольской № 29 была убита 37-летняя инструктор отдела административных органов Чарджоуского обкома партии Халима Джораевна Розыбаева, которая до этого работала в прокуратуре города и в 1985 году переведённая в обком контролировать органы прокуратуры.
В Чарджоу срочно вылетела специальная группа оперативных работников МВД СССР. Следствие по делу возглавил следователь по особо важным делам В. А. Кудин.
В ходе следствия выяснилось, что в феврале 1987 года украли невесту в Чарджоуском районе, не рядовой случай для этих мест, но девушка отказалась выходить замуж, обратилась в милицию. Однако, родственники жениха передали взятку в 13 тысяч рублей прокурору Керкинской прокуратуры Д. Х. Джепбаровой, и дело бело прекращено. Розыбаева, по поступившей к ней информации о взятке, инициировала дело в отношении Д. Х. Джепбаровой. В июле 1987 года она была арестована, при этом задержание проводилось не в Чарджоу, где все «силовики» были родственниками, а в Ашхабаде, куда она была вызвана в республиканскую прокуратуру, с санкции заместителя прокурора республики Н. Н. Бродницкого.
С целью развалить дело муж арестованной — полковник милиции Худайберен Солтанов, вместе с братом жены капитаном милиции Т. Джепбаровым, вывез свидетельницу по делу за город, и на следующее утро она подала заявление об отказе от показаний, а вечером повесилась. Несмотря на самоубийство свидетельницы Розыбаева отказалась утверждать прекращение дела прокуратурой. Солтанов пошёл на прямые угрозы, о чём Розыбаева сообщила руководству, но поддержки не получила. Вскоре была убита.
Дело вызвало широкий резонанс, публикацию в декабре 1987 года в газете «Правда», сюжет в телепрограмме «Взгляд», повлекло смену руководства в органах власти Туркменской ССР.
Убийство Розыбаевой связывалось не только с делом о краже невесты, что, как предполагалось в прессе, скорее стало поводом. Известно, что ещё будучи прокурором она вела дело Файруза Якубова по кличке «Шах» — известного «теневика», директора ресторана «Ак-Алтын», чьими частными гостями были заместитель начальник УВД города М. Хихматулин, начальника отдела областной прокуратуры Р. Сейитниязов, следователь городской прокуратуры М. Реджепназаров, а также полковник милиции Х. Солтанов, называвший себя не иначе, как «эмиром Чарджоу». Розыбаева довела это дело до суда, при том что расследовавший до неё дело Якубова следователь городской прокуратуры Д. Худайберенов уволился из прокуратуры, свидетели отказались от своих показаний, и на следствие велось давление со стороны областной прокуратуры в лице Р. Сейитниязова и его заместителя Г. Семёнова — ставленников Первого секретаря Чарджоуского обкома Р. Худайбердиева.
А за 20 дней до своей гибели она зачитала на бюро обкома справку о кумовстве в милиции и прокуратуре (о том, что около 140 работников прокуратуры и милиции имеют родственные связи), и готовила доклад о коррупционных схемах. Областная газета «Чарджоуская правда» (№ 233 от 25 ноября 1987 года) писала, что убийство Розыбаевой «явилось следствием упущений и провалов в работе УВД области (Анохин Н. И.), прокурора области (Кадер Б. Л.), органов суда и юстиции (Маметназаров К., Омиров Т.)».
В день трагедии из квартиры Розыбаевой бесследно исчезли два «дипломата» с документами, впоследствии так и не найденные.
По найденным дневникам Розыбаевой и оперативной информации следственная бригада Кудина быстро установила обстоятельства дела, при этом и столичному следователю предлагали взятку за замятие дела, так сам Солтанов предлагал следователю миллион рублей, и был удивлён отказом Кудина:

Следователь опешил. Однако по взгляду подследственного понял: тот ему не верит. Как видно, здесь в ходу были иные понятия о долге, совести и чести.
В марте 1988 года состоялся суд: за убийство Розыбаевой судом вынесены приговоры: организатор убийства — Х. Солтанов, полковник милиции, — 15 лет лишения свободы, его сын Б. Солтанов и соучастник Ч. Шаммыев, исполнители убийства, — по 10 лет лишения свободы.
Двумя месяцами ранее за взятку за закрытие дела о похищении невесты прокурор Д. Х. Джепбарова была приговорена к наказанию в виде лишения свободы на срок 9 лет.
В 1989 году «за заслуги в укреплении социалистической законности и правопорядка и проявленные при этом мужество и стойкость» Халима Джораевна Розыбаева была посмертно награждена Орденом Трудового Красного Знамени. Её имя было присвоено средней школе № 6 города Чарджоу, в которой она училась. Журналист и писатель Октем Эминов упоминал, что окончила школу с золотой медалью и была чемпионкой Туркменской ССР по шашкам.

## Критика
Даже для периода 90-х годов, когда фильмами о коррупции и убийствах было уже никого не удивить, фильм выделялся критиками:

Убийство милиционера на фоне зарождения туркменской мафии вряд ли можно назвать явлением исключительным. А вот то обстоятельство, что борьбу с мафией вела следователь, туркменская женщина Халима, позволяет говорить о необычности истории, о которой повествуется в фильме. Халиму играет артистка Тамара Шакирова. Играет старательно, пытаясь из невразумительного сценария выжать то, что позволило бы нарисовать образ не так уж часто встречающийся. К сожалению, ей это мало удается, в чём и вина режиссёра У. Сапарова.— журнал «Вестник», 1997
Киноведы отмечают, что фильм является интересным примером как на запрос перестроечного времени ответил режиссёр, известный своими фильмами для детей, в частности фильмом «Мужское воспитание», видя связь с этим детским фильмом и его героиней:

В ранних фильмах туркменского режиссёра Усмана Сатарова была опробована стилистика нового среднеазиатского кино восьмидесятых. Наследуя традициям национально-поэтической школы, он соединял ориентальные обстоятельства места с современными обстоятельствами времени. Лирическим же героем становился ребёнок, постигавший красоту и сложность мира. Когда требования момента изменились на прямо противоположные и время заказало «чернуху», он откликнулся Халимой — безысходной повестью о женщине-прокуроре, объявившей войну мафии и погибшей от рук бандитов. При этом действовала юная Халима на редкость прямолинейно, шла напролом, не разбираясь в том. что происходит вокруг.— Александр Шпагин - Новейшая история отечественного кино. 1986—2000. СПб: Сеанс, 2000—2005

В фильмах Усмана Сапарова тема наивного детского сознания в конфликте с жестоким природным и социальным миром, по-видимому, завораживает режиссёра. В «Мужском воспитании» (1982), побывавшем на многих международных кинофестивалях, Сапаров очень выразительно запечатлевает ландшафт Туркменистана. В фильмах перестроечного периода — «Бешеная» (1988) и «Халима» (1990) — эта тема переносится в социальную плоскость, но теряет часть своего воздействия.Оригинальный текст (англ.)In the films of Usman Saparov, the theme of a naive childlike consciousness in conflict with a cruel natural and social world appears to fascinate the director. In the great, Male Education (Myzhskoe Vospitaniye, 1982), which went to many international film festivals and in Adventures on Small Islands (Priklyuchoniye na Malenkikh Ostrovakh, 1985), Saparov captures the landscape of Turkmenistan in a very expressive way. In the films of the the perestroika period — Frenzy (Beshenaya, 1988) and Khalima (1990) — this theme is transferred to a social plane, but loses some of its impact.— Being & becoming, the cinemas of Asia / Aruna Vasudev, Latika Padgaonkar, Rashmi Doraiswamy. - Macmillan, 2002 - 580 p. - page 48

Более поздние фильмы Сапарова, в том числе основанный на фактах триллер «Халима» (1989), демонстрируют суровый, резко реалистичный взгляд на современную туркменскую жизнь, характеризующуюся коррупцией, преступностью и моральным разложением.Оригинальный текст (англ.)Saparov's later films, including the fact-based thriller Halima (1989), display a gritty, harshly realistic view of contemporary Turkmen life characterized by corruption, crime, and moral decay.— Peter Rollberg - Historical Dictionary of Russian and Soviet Cinema (Scarecrow Press, 2008)